# Demonii întunericului
Demonii întunericului (în engleză The Burrowers) este un film american Western de groază din 2008. Este scris și regizat de J. T. Petty; cu Clancy Brown, William Mapother și Laura Leighton în rolurile principale.

## Distribuție
- Clancy Brown - John Clay
- William Mapother - William Parcher
- Laura Leighton - Gertrude Spacks
- Alexandra Edmo - Faith
- Sean Patrick Thomas - Walnut Callaghan
- Doug Hutchison - Henry Victor
- Tatanka Means - Tall Ute
- Anthony Parker - Ten Bear
- Karl Geary - Fergus Coffey
- Galen Hutchison - Dobie Spacks
- David Mindhunter - Dull Kinfe
- Jocelin Donahue - Maryanne Stewart